# Klemens Przewłocki
Klemens Łukasz Przewłocki herbu Przestrzał, później znany jako Klementi-bey (ur. 1818 lub 1819, zm. 1873 w Płowdiwie) – polski działacz niepodległościowy, emigrant.
Pochodził z rodziny ziemiańskiej z Lubelszczyzny, jego bratem był Walerian Przewłocki. Gospodarował na majątku Wierzchowina. Po wybuchu Powstania Węgierskiego przedostał się na Węgry i w stopniu kapitana walczył w uformowanym tam Legionie Siedmiogrodzkim. Po klęsce przeszedł na terytorium państwa tureckiego, gdzie osiadł na stałe. Pełnił obowiązki administratora Adampola, podczas Wojny Krymskiej był dowódcą pułku kozaków osmańskich w stopniu podpułkownika. Pułk walczył w służbie tureckiej i brytyjskiej przeciwko Rosji. Po demobilizacji mieszkał w Stambule, potem osiadł w Płowdiwie i zajął się handlem, dochodząc do znacznego majątku. Był przedstawicielem politycznym Hotelu Lambert. Wrósł w miejscową elitę, przeszedł na islam i zmienił nazwisko na Klementi-bey, prowadził aktywną działalność polityczną o charakterze antyrosyjskim.
Po wybuchu Powstania Styczniowego z inicjatywy Witolda Czartoryskiego i mocą decyzji Rządu Narodowego dowodził polskim oddziałem partyzanckim, którego działania miały za cel stworzenie dywersji na tyłach armii rosyjskiej zaangażowanej w Polsce (i pomóc ludom kaukaskim w walce z Rosją). Oddział wylądował w Czerkiesji, gdzie po kilku potyczkach został rozbity.
Zmarł w Płowdiwie w 1873 roku.